# 马小平 (相声演员)
马小平（1964年12月—），回族，中华人民共和国相声演员，一级演员，全国曲艺小剧场艺术指导委员会主任。曾担任第七届中国曲艺家协会副主席、山西省文联副主席，第十届、十一届全国人大代表。父亲是曲艺演员马继武。

## 生平
马小平6岁（一说5岁）时随父亲马继武学习相声，7岁开始登台演出。他后来拜师侯耀文。1977年5月，马小平加入晋中文工团，担任演员。1979年11月，他入伍参军，在52940部队当文艺兵。1980年12月，他回到晋中文工团当演员。1984年12月，他调往山西省曲艺团，仍为演员。1999年7月，马小平升任山西省曲艺团副团长。2002年3月至2011年12月，他担任了山西省曲艺团团长。2011年12月起，他担任山西演艺（集团）有限责任公司副总经理。

## 奖项
马小平曾以鼓曲作品《爱哼哼喜唱心连心》获得第一届中国曲艺牡丹奖。

## 弟子
马小平的弟子包括弓瑞等人。